# Pequeña revancha
Pequeña revancha es una película de Olegario Barrera, estrenada en 1985. Estuvo nominada a los Premios Goya.Recibió el Premio Especial de la TVE a Nuevos Realizadores en el Festival Internacional de Cine de San Sebastián de 1985 y los premios de la crítica y del jurado en el Festival de La Habana. 

## Sinopsis
Pedro es un niño de 12 años que vive en un pueblo en el que cualquier pregunta es contestada con represión. Tiene una novia, Matilde, y un perro Rocky. El maestro y el padre de un amigo suyo son arrestados por los militares, pero es la muerte de su perro la que hace que quiera revancha.

## Reparto
- Carlos Sánchez Torrealba
- Héctor Campobello
- Héctor Javier Coello
- Pedro Durán
- Pedro Durán
- Elisa Escámez
- Yoleigret Falcón
- Eduardo Emiro García
- Asdrúbal Hernández
- Vicente Hernández
- Olga Marina Irauzquin
- Carmencita Padrón
- Porfirio Rodríguez
- Hazel Rojas
- Cecilia Todd
- Tito Vivas
- Toni Armando Vivas

## Legado
En 2016 la película fue votada como una de las mejores 50 películas del cine venezolano en una encuesta hecha por la Cinemateca Nacional. También forma parte de una de las 15 películas consideradas patrimonio cinematográfico de Venezuela por la UNESCO, e incluida en el Programa Memoria del Mundo.